# Tschebedo-Pass
Der Tschebedo-Pass (Col de Chebedo) ist ein Gebirgspass in der Zentralsahara, im Norden des Tschad. Die Passhöhe liegt auf 1771 m. Der Pass befindet knapp 5 km nördlich des Tarso Cozen, etwa 35 km südsüdwestlich von Aozi und 50 km ostsüdöstlich von Yebbi-Bou, seine Koordinaten sind 20.78°N, 18.52°O. Der Tschebedo-Pass gehört zu den wichtigsten Übergängen im östlichen Tibesti, v. a. die Piste von Aozi nach Goumeur nutzt diesen Übergang.
Koordinaten: 20° 47′ N, 18° 31′ O